# Velesila
Velesila je nacija ili država koja ima sposobnost neovisno djelovati u svoju korist temeljem svojega utjecaja na međunarodnoj razini. Velesile posjeduju karakterističnu gospodarsku, vojnu, diplomatsku i kulturnu moć koju mogu upotrijebiti nad manjim nacijama koje bi trebale razmotriti mišljenja velikih sila prije svojih djelovanja.
Izraz „velesila” prvi je put korišten u predstavljaju najznačajnijih sila u Europi za vrijeme poslijenapoleonskog razdoblja. Od tada se broj sila izmijenio više puta, većinom u dramatično vrijeme Prvoga i Drugog svjetskog rata. Dok su se neke nacije naširoko smatrale velesilama, ne postoji konačan popis svih tih sila. 

### Popis velikih sila po razdobljima
| 1815.                                      | oko 1880.                                  | oko 1900.                                                | 1919.                      |  |
| ------------------------------------------ | ------------------------------------------ | -------------------------------------------------------- | -------------------------- |  |
| Austrijsko Carstvo                         | Austro-Ugarska                             | Austro-Ugarska                                           |                            |  |
| Britansko Carstvo                          | Britansko Carstvo                          | Britansko Carstvo                                        | Britansko Carstvo          |  |
|                                            |                                            | Japansko Carstvo                                         | Japansko Carstvo           |  |
|                                            | Treća Francuska Republika                  | Treća Francuska Republika                                | Treća Francuska Republika  |  |
| Pruska                                     | Njemačko Carstvo                           | Njemačko Carstvo                                         |                            |  |
|                                            |                                            | Kraljevina Italija                                       | Kraljevina Italija         |  |
| Dinastija Qing                             |                                            |                                                          |                            |  |
| Rusko Carstvo                              | Rusko Carstvo                              | Rusko Carstvo                                            |                            |  |
|                                            |                                            | Sjedinjene Američke Države                               | Sjedinjene Američke Države |  |
| oko 1939.                                  | 1945.                                      | oko 2000.                                                |                            |  |
| Britansko Carstvo                          | Britansko Carstvo                          | Ujedinjeno Kraljevstvo Velike Britanije i Sjeverne Irske |                            |  |
| Japansko Carstvo                           |                                            | Japan                                                    |                            |  |
| Treća Francuska Republika                  | Četvrta Francuska Republika                | Francuska Republika                                      |                            |  |
| Nacistička Njemačka                        |                                            | Savezna Republika Njemačka                               |                            |  |
| Kraljevina Italija                         |                                            |                                                          |                            |  |
|                                            | Republika Kina                             | Narodna Republika Kina                                   |                            |  |
| Savez Sovjetskih Socijalističkih Republika | Savez Sovjetskih Socijalističkih Republika | Ruska Federacija                                         |                            |  |
| Sjedinjene Američke Države                 | Sjedinjene Američke Države                 | Sjedinjene Američke Države                               |                            |  |